# Quincy (tv-serie)
 For alternative betydninger, se Quincy. (Se også artikler, som begynder med Quincy)
Quincy (originaltitel: Quincy, M.E.) er en amerikansk kriminalserie, der sendtes første gang på NBC fra 1976, og vistes i 148 episoder over otte sæsoner til 1983. Tv-serien blev skabt af Glen A. Larson. Hovedrollen som retsmedicineren og detektiven Quincy spilledes af Jack Klugman. Andre centrale roller spilledes af Robert Ito, Garry Walberg, Val Bisoglio og Joseph Roman.

## Handling
Dr. R. Quincy er en dygtig retsmediciner i Los Angeles med en evne til at finde afgørende spor som andre har overset. Han er ikke ræd for at gå imod resten, noget som ofte bringer ham i konflikt med chefen og politiet.
Når nogen tilsyneladende er døde af naturlige årsager ser Quincy ofte noget som ikke stemmer, noget som får ham til at mistænke at noget kriminelt ligger bag dødsfaldet. Han går ud af sin rolle som retsmediciner og træder ind i rollen som privatdetektiven, noget som hans chef ikke bryder sig om. Politiet er heller ikke begejstret for, at han går ind på deres domæne. Quincy står imidlertid standhaftig imod bureaukraterne som forsøger at stoppe ham.